# Henry Bergman
Henry Bergman (San Francisco, 23 de febrero de 1868 – Hollywood, 22 de octubre de 1946) fue un actor estadounidense conocido por su trabajo junto a Charlie Chaplin.

## Biografía
Comenzó trabajando como actor de teatro en Broadway, en 1899. Su primera aparición en una película fue con The L-KO Kompany en 1914 a la edad de cuarenta y seis años. 
En 1916, Bergman comenzó a trabajar con Charlie Chaplin, y actuó en películas como Charlot, músico ambulante, The Rink y Charlot, prestamista. 

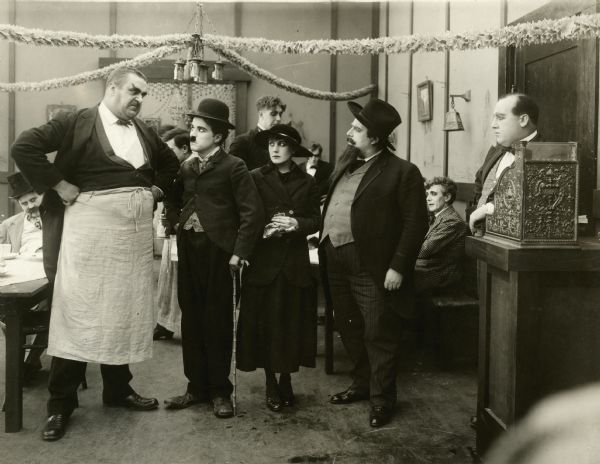
Fotograma de The Immigrant: John Rand (1871 - 1940), Eric Campbell, Chaplin, Edna Purviance, H. Bergman y Frank J. Coleman (1886 - 1934).

Durante el resto de su carrera, Bergman continuó ayudando a Chaplin, trabajando como asistente. Trabajó en varias películas de Chaplin como La quimera del oro, The Immigrant y The Circus. 
La última actuación de Bergman en el cine fue en Tiempos modernos como dueño de un restaurante, y su último trabajo detrás de la cámara fue en El gran dictador, en 1940. 
Chaplin ayudó a Bergman en el financiamiento de su restaurante "Henry's", en Hollywood, que fue bastante popular entre las celebridades, además de servir como precursor del "Brown Derby".
Henry Bergman siguió ligado a Chaplin Studios hasta su muerte de un ataque cardíaco en 1946. Fue sepultado en el cementerio Hillside Memorial Park, de Culver City (California).